# Dimitrij
Dimitrij je opera českého skladatele Antonína Dvořáka na libreto Marie Červinkové-Riegrové, čerpající námět z ruských dějin. Poprvé byla uvedena roku 1882. Je to Dvořákův nejambicióznější pokus v žánru velké opery.

## Vznik opery
Přelom 70. a 80. let 19. století byl pro Antonína Dvořáka okamžikem jeho proniknutí na mezinárodní scénu (Moravské dvojzpěvy, Slovanské tance). Slibné bylo jednání o zahraničním uvedení jeho poslední komické opery Šelma sedlák a Dvořák se ohlížel po dostatečně ambiciózním libretu se světovým námětem, na které by mohl napsat reprezentativní vážnou operu. Prostřednictvím tehdejšího ředitele opery Prozatímního divadla Jana Nepomuka Maýra mu bylo bez určení autora nabídnuto libreto Dimitrij, kterým byl skladatel ihned nadšen.

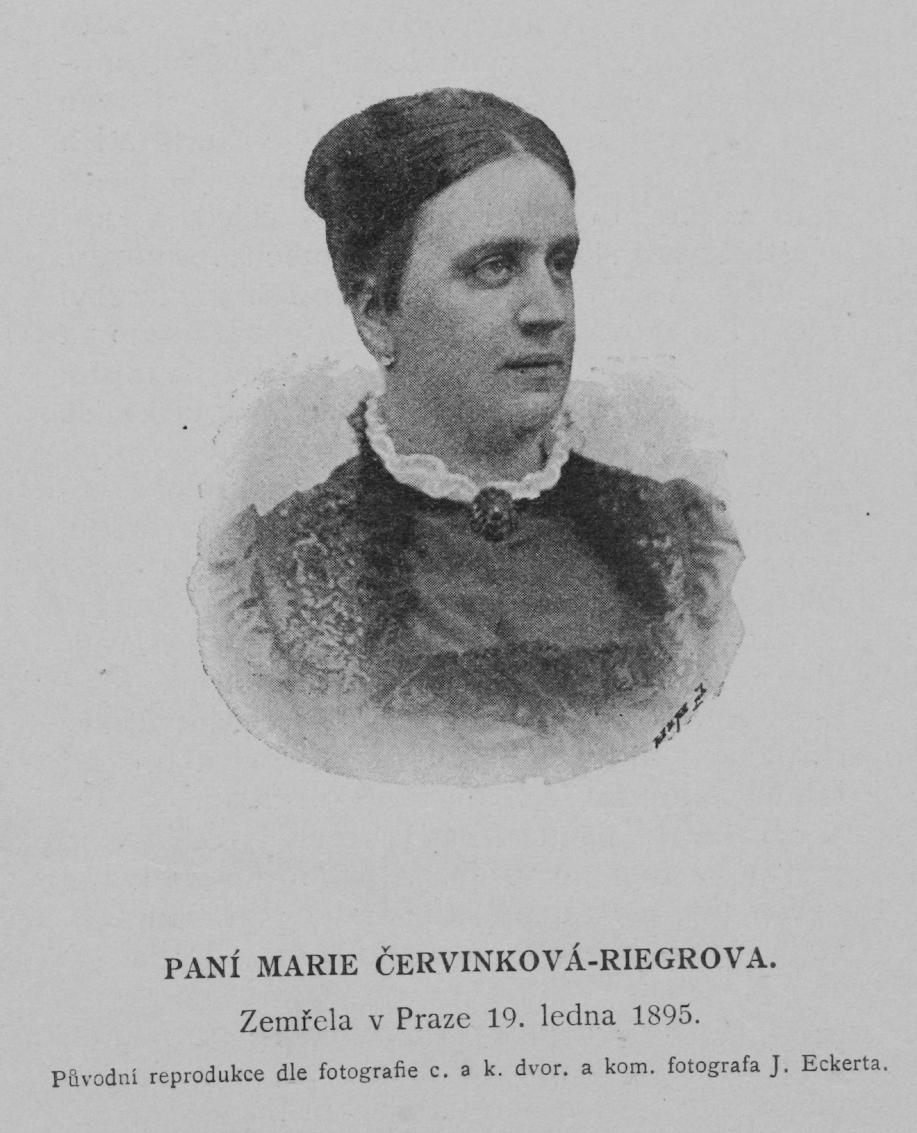
Marie Červinková-Riegrová, libretistka Dimitrije

Libreto napsala v roce 1877 Marie Červinková-Riegrová, dcera politika Františka Ladislava Riegra. Bylo původně určeno pro skladatele Karla Šebora, který na její libreto již napsal operu Zmařená svatba. Červinková však nebyla spokojena ani se spoluprací, ani s výsledným zhudebněním svého předchozího díla, a když Šebor ani po dvou letech nezačal na Dimitrijovi pracovat, vyžádala si je od něj zpět.
Příběh vychází z epizody ruské historie, krátké doby panování (1605-1606) prvního z předstíraných pretendentů ruského trůnu známého pod jménem Lžidimitrij I., uprchlého mnicha, který se vydával za Dimitrije, syna cara Ivana IV., a s polskou vojenskou pomocí ovládl část Ruska po smrti cara Borise Godunova. (Dimitrij tedy začíná v okamžiku, kterým končí Musorgského Boris Godunov; Dvořák ani Červinková však toto dílo v té době neznali.) Libretistka vycházela především ze hry Ferdinanda Břetislava Mikovce Dimitr Ivanovič (1856), který si bral za základ dramatický fragment Friedricha Schillera Demetrius (1804-05). [Odtud pochází i jméno carevny-vdovy Marfa, ve skutečnosti se jednalo o Marii Fjodorovnu Nagajovou.) Obě předlohy Dimitrije představují jako hrdinu, který je zprvu upřímně přesvědčen o svém právu a teprve v průběhu dramatu se dozvídá, že byl jen nástrojem cizích záměrů. Červinková doplnila další podrobnosti z Ruských dějin historika Sergeje Michaljoviče Solovjova.
Libreto Dimitrije má typické znaky "velké opery" jak ve stavbě (řada příležitostí pro sborové pasáže různého charakteru a různé základní barvy - Rusové a Poláci -, scény církevní, vojenské i milostné, střídání masových scén s intimními), tak i v postavě hlavního hrdiny, který se stává nástrojem a posléze i obětí chodu dějin. Libreto není zcela bez vad, je však bohaté na dramatické situace svědčící Dvořákovu talentu, a v tom předstihuje libreta jeho dalších pokusů v žánru velké opery Vandy a Armidy. Dvořák při skládání hudby libretistku často konzultoval a vyžadoval řadu úprav, z nichž nejvýznamnější bylo vypuštění posledního dějství (tradiční velká opera má pět dějství, ale Dimitrij netypicky jen čtyři). Obsah pátého dějství měla tvořit scéna pohřbu Xenie a finální konfrontace Rusů s Poláky; nakonec se však oba tvůrci dohodli ukončit operu Dimitrijovou smrtí na konci IV. aktu. Intenzivní práce na opeře trvala Dvořákovi více než rok (8. května 1881 — 23. září 1882).
Dimitrij je Dvořákovo nejvážnější, nejpatetičtější operní dílo. Hlavním hybatelem děje je lid, těžiště opery proto tvoří zejména sbory a ansámbly, některé velké scény jsou hudebně velmi složité, monumentálně stavěné a dramaticky účinné, zejména příchod Dimitrije do Kremlu v I. dějství a finále opery. Dvořák přitom velmi věrohodně vystihl ráz staré ruské i polské hudby. Vážná je i většina intimnějších částí díla - Dimitrijovo oslovení Kremlu, Marinin mazur, milostný duet Dimitrije a Xenie v hrobce. Má opusové číslo 64 a v Burghauserově katalogu má číslo B 127 (revize z roku 1894 pak číslo B 186).

## Premiéra a další osudy díla

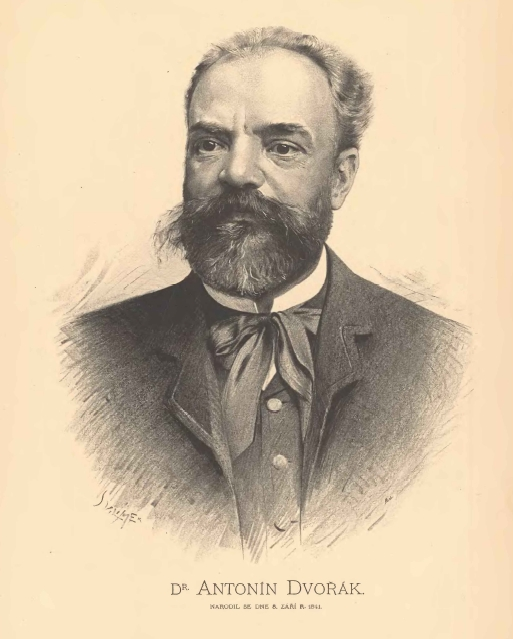
Antonín Dvořák

Dimitrij je opera náročná na výpravu, sbory i orchestr a byla zamýšlena pro nové Národní divadlo. Po jeho požáru (1881) se však musel Dvořák spokojit s inscenací v dosavadních, málo vyhovujících podmínkách. Nastudování Dimitrije bylo nejprve odloženo do sezóny 1882/83 a poté se spěchalo, aby se premiéra stihla v letním Novém českém divadle před zimním přestěhováním do stísněných prostor Prozatímním divadle. Atmosféře nepřispělo, že současně byla studována poslední Smetanova opera Čertova stěna a problémy s přípravou jedné z nich byly kladeny za vinu protekční přednosti druhé. Nakonec však byla inscenace Dimitrije, připravená s velkým úsilím a značnými náklady, premiérována 8. října 1882 (Čertova stěna byla uvedena až 29. října v nastudování značně ledabylém).
Úspěch Dimitrije u publika i kritiky byl značný. Premiéry se účastnila řada slavnostních hostí, mimo jiné vlivný vídeňský kritik Eduard Hanslick, který se o Dimitrijovi vyslovil celkově velmi příznivě, možnost jeho uvedení ve Vídni - o které Dvořák velmi usiloval - však podmiňoval některými změnami, zejména odstraněním scény vraždy Xenie. Dvořák připomínkám vyhověl a vyžádal si od Marie Červinkové změnu libreta IV. dějství; ta ji provedla jen se zdráháním, protože s Hanslickovým názorem nesouhlasila. Vedle úprav ve IV. dějství Dvořák zkrátil předehru; tyto úpravy provedl v roce 1883 pro nové nastudování konečně v Národním divadle. Opět se k partituře vrátil o dva roky později, když doplnil předehru ke II. dějství a ve III. dějství doplnil Dimitrijovu árii Viděl jsem ji, Xenii jsem zřel pro představitele Dimitrije Antonína Vávru (tomu byla tato role původně určena, avšak o premiéře byl nemocen). Vídeňské uvedení se však oddalovalo a po incidentech, jež doprovázely uvedení Dvořákova Šelmy sedláka, z něj definitivně sešlo. Ani na jiných zahraničních jevištích se Dvořákovi nepodařilo operu uvést, přes angažovanost řady příznivců včetně Františka Ladislava Riegra, což jej velmi mrzelo a na dlouho odradilo od skládání oper.
Roku 1892 byl Dimitrij představen na zájezdu Národního divadla při příležitosti Mezinárodní výstavy pro hudbu a divadelnictví ve Vídni. Zatímco Smetanova Prodaná nevěsta zde zažila bouřlivý úspěch a začátek své mezinárodní kariéry, Dimitrij propadl. Kritika mu vyčítala povahu meyerbeerovské "velké opery" archaického stylu. Dvořák se proto k partituře Dimitrije znovu vrátil za doby svého pobytu v New Yorku; důkladnou revizi provedl 9. dubna až 31. července 1894 a nová verze byla poprvé představena v Národním divadle 7. listopadu téhož roku; menší úpravy skladatel provedl ještě v lednu 1895. Úpravy směřovaly k zestručnění orchestrálních pasáží a v úpravách zpěvních hlasů od melodického výrazu k deklamačnímu, tedy k "wagnerizaci" opery. Dvořák současně zakázal uvádět starší verzi. Nové zpracování však mělo malý úspěch a řada míst opery, například závěrečné finále, značně ztratilo na účinku.
Dvořák ještě na sklonku svého života povolil částečný návrat ke starší verzi Dimitrije pro nové nastudování v Plzni (premiéra 25. března 1904, první mimo Prahu). V roce 1906 pak inscenoval novou úpravu šéf opery Národního divadla Karel Kovařovic; znamenala v zásadě návrat k verzi z roku 1885 se zachováním některých úprav z roku 1894 a s řadou dalších úprav samotného Kovařovice. Tato verze také byla roku 1915 vydána a tvořila základ pro většinu dalších inscenací. Teprve muzikolog Milan Pospíšil vytvořil kritickou edici původní verze Dimitrije (tj. verze z roku 1882 s přídavky z let 1883 a 1885, ale se scénou Xeniiny vraždy). Ta byla využita k nahrávce z roku 1989 a poprvé uvedena v Brně roku 1990.
Dimitrij jako jediná z Dvořákových vážných oper zůstal trvalou součástí repertoáru českých divadel. Klade ovšem značné nároky na orchestr, zpěváky i výpravu. V zahraničí je jeho uvádění raritou, stejně jako u ostatních Dvořákových oper s výjimkou Rusalky. Jeho historický námět byl v některých dobách nepohodlný (začátek německo-sovětské války přerušil běh inscenace roku 1941, v padesátých letech zakázal uvádění této opery v Národním divadle Zdeněk Nejedlý).

## Inscenace Dimitrije
Počet inscenací i představení Dimitrije mírně zaostává za Dvořákovými komickými operami (Jakobín, Čert a Káča, Šelma sedlák), tím spíše za Rusalkou. Jedním z důvodů jsou vysoké inscenační nároky. Mezi jeho vážnými operami je Dimitrij nejhranější.
České země:
- Praha, Prozatímní/Národní divadlo: 1881, 1883, 1889, 1891, 1894, 1897, 1901, 1906, 1912, 1918, 1921, 1928, 1941, 1948, 1950, 1963. Poslední inscenace roku 1966.
- Praha, Státní opera Praha, 2004
- Plzeň 1904 (25. 3.), 1923, 1925, 1964
- Brno 1904 (4. 10.), 1926, 1940, 1949, 1972, 1990
- Ostrava 1921, 1966, 1997
- Olomouc 1925, 1954

Jinde:
- Vídeň 1892 (zájezd Národního divadla v Praze)
- Bukurešť 1932
- Hamburk 1961
- Nottingham (Nottingham University Opera Group) 1979
- New York (Collegiate Chorale Society) 1984
- Eugene (Oregon Bach Festival) 1991
- Vídeň 2004 (koncertně; dirigent Richard Hickox)
- Londýn 2004 (koncertně; dirigent Richard Hickox)

## Osoby a první obsazení
| osoba                                                                     | hlasový obor | premiéra (8.10.1882)  | první revize (20.11.1883) | druhá revize (7.11.1894) |
| ------------------------------------------------------------------------- | ------------ | --------------------- | ------------------------- | ------------------------ |
| Dimitrij Ivanovič, domnělý syn Ivana Hrozného                             | tenor        | Václav Soukup         | Carlo Raverta             | Vladimír Florjanski      |
| Marfa Ivanovna, cařice, vdova po Ivanu Hrozném                            | alt          | Eleonora z Ehrenbergů | Eleonora z Ehrenbergů     | Růžena Vykoukalová       |
| Marina, dcera Jiřího Mníška, vojvody sandoměřského, choť Dimitrijova      | soprán       | Marie Sittová         | Marie Sittová             | Růžena Maturová          |
| Xenie Borisovna, dcera po caru Borisi Godunovovi                          | soprán       | Irma Reichová         | Irma Reichová             | Anna Veselá              |
| Petr Fjodorovič Basmanov, vůdce vojsk carských                            | bas          | František Hynek       | František Hynek           | František Hynek          |
| kníže Vasilij Ivanovič Šujskij                                            | baryton      | Josef Lev             | Leopold Stropnický        | Václav Viktorin          |
| Jov, patriarcha moskevský                                                 | bas          | Ferdinand Koubek      | Ferdinand Koubek          | Václav Kliment           |
| Něborský, z družiny polské                                                | tenor        | J. Christl            | J. Christl                | František Šír            |
| Lipský (Bučinský), z družiny polské                                       | baryton      | Václav Mikoláš        | Bohumil Benoni            | Karel Pulc               |
| Moskevský lid, bojaři a bojarky, kněží, družina polská, tanečníci, vojsko |              |                       |                           |                          |
| Dirigent:                                                                 | Dirigent:    | Mořic Anger           | Mořic Anger               | Mořic Anger              |
| Režisér:                                                                  | Režisér:     | František Kolár       | František Kolár           | František Kolár          |

## Děj opery
Odehrává se v Moskvě v letech 1605-06

### 1. dějství

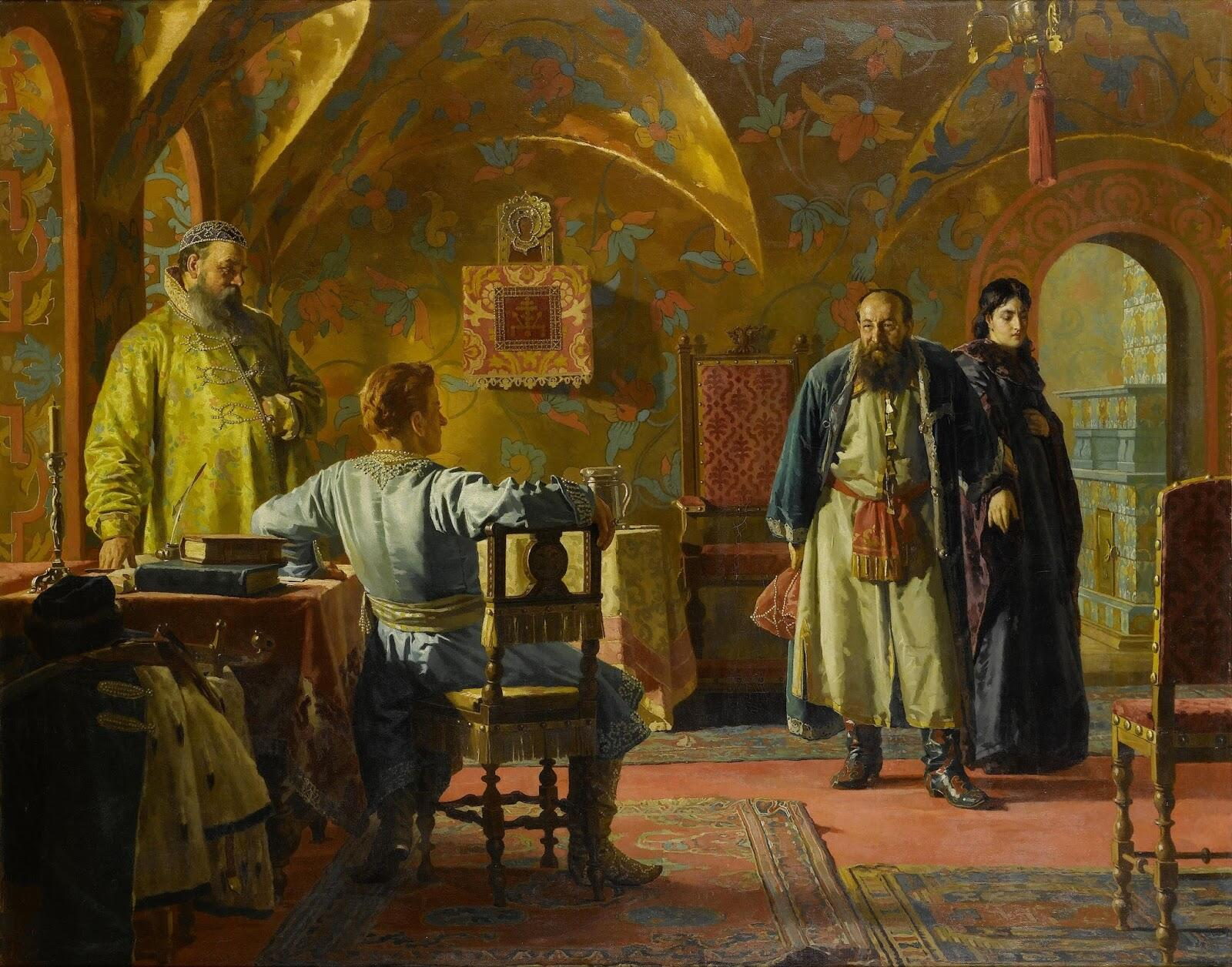
Obraz N.V.Nevreva:Předvedení Xenie Dimitru Samozvanci

(Náměstí v Moskvě před Kremlem) Car Boris Godunov zemřel, před branami Moskvy stojí polské vojsko vedené mužem, který o sobě tvrdí, že je Dimitrij, syn cara Ivana Hrozného — lid se obává budoucnosti (sbor Veliké hoře stihlo matičku rodnou zem). Patriarcha Jov vyzývá shromáždění, aby zůstalo věrné Godunovovým dětem Fjodorovi a Xenii (árie Všichni tvoji bojarové přísahají v souboru). Lid je však rozpolcem mezi přívržence Fjodora a Dimitrije. Hrozící potyčku zažehnává vůdce vojska Basmanov, který radí k přijetí nového pretendenta (árie Slyš mne, Moskvo! Země celá Dimitra již uznala). Odvolává se rovněž na carevnu Marfu, matku careviče Dimitrije. Lidé ihned následuje Basmanova, což s nelibostí komentuje kníže Šujskij (árie V záhubu lid slepý uhání... Klaňte se mu, kořte se mu, samozvanci veřelému). Dav ubije dosavadní carevnu i mladého cara Fjodora, na scénu přichvátá vyděšená Godunovova dcera Xenie (zpěv Pomoc! Slyšte! Smilování! Kde's, ó Bože! Ty je spas!). Šujskij ji bere do své ochrany a odvádí.
Vchází průvod Dimitrijův (sbor Hle, vzešlo jasné slunce nad celou ruskou zem). Dimitrij poprvé vstupuje do Kremlu (árie Buď žehnán, slávy naší památníku... Praotců duch nechť žehná svého syna). Jeho ušlechtilost a vlastenecký výraz přesvědčí lid, důležité však je, zda jej za svého syna uzná Marfa. Carevna je jako ostatní uchvácena Dimitrijovou osobností, vidí však hned, že není jejím synem, i když on ji upřímně považuje za svou matku. Marfa po delším váhání vidí v "Dimitrijovi" svého náhradního syna, symbol své pomsty, a bere jej do náruče (duet Matko, drahá matko!... Bože můj, jsem zničena!). Toto Marfino gesto přesvědčí i lid vedený patriarchou, jen kníže Šujskij je nadále přesvědčen, že se jedná o podvodníka (finále Cařice jej uznává, matka syna poznává).

### 2. dějství
(Síň v Kremlu, kde se odehrává korunovační ples) Dimitrij vyznává lásku své ženě Marině (árie Jak velká slast mi odměnou). Když ji však žádá, aby se přizpůsobila ruskému kroji a zvykům, Marina pyšně odmítá: je přece Polka a Dimitrij ať nezapomíná, že polským vojskům vděčí za svůj trůn. V rozhovoru Dimitrij poznává, že pro Marinu představoval jen nástroj k získání moci, a láska k ní v něm hasne.
Polští vojáci se veselí a tančí, Marina jim k tomu připíjí (árie Nechť výše se poháry vznáší... Tak u nás jen tančí a hrají). Přítomné Rusy polské křepčení ve svatých zdech Kremlu uráží (sbor Běda, síně našich carů hostí drzou cizotu!). Nastalou půtku zarazí až Dimitrij, který hrozí potrestat každého narušitele míru a svornosti (zpěv Zpátky! Já to káži vám!).
(Proměna - Klenutá chodba před carskou hrobkou v Uspenském chrámu) Dimitrij hledá mír v carské hrobce, u hrobu svého domnělého otce Ivana IV. (árie Z divokého žité víru... Trůn a vládu v rukou míti). Na témže místě hledá útočiště před dorážejícími polskými vojáky carevice Xenie a klesá/kleká u hrobky svého otce Borise Godunova (árie Baťuško můj, ó nad vše drahý, milovaný). Dva Poláci ji brzy najdou a obtěžují ji, utečou ale, když spatří Dimitrije. Xenie Dimitrije nepoznává a děkuje mu za záchranu; car je okouzlen a mezi oběma se rodí náklonnost (duet Ochránče můj, tu stojím zmámená).
Sotva se Xenie vzdálí, přichází Šujský se skupinou bojarů a vyzývá je ke spiknutí proti Dimitrijovi (Tiše za mnou spějte.. Slyšte! Zde před Boží tváří). Popisuje, jak sám viděl careviče zemřít. Když však chce přísahat na Ivanův hrob, vystoupí ze stínu Dimitrij a přísahu přeruší. Šujský a hrstka jemu věrných jsou pevně rozhodnuti vykonat svůj úmysl Dimitrije zabít, většina přítomných bojarů je ohromena přítomností cara a odmítá znesvěcení svatých míst, Dimitrije ochrání a přísahá mu věrnost.

### 3. dějství
(Síň v Kremlu) Dimitrij nejprve o samotě vzpomíná na své setkání s Xenií (árie Viděl jsem ji, Xenii jsem zřel), pak se koná dvorská audience. Šujského soud odsoudil k smrti a je veden na popravu, všichni vyjadřují věrnost carovi. Idylu přeruší příchod patriarchy s požadavky, aby bylo zakázáno sloužit v Moskvě katolickou mši a aby carevna Marina přestoupila na pravoslavnou víru, jinak bude její sňatek s carem prohlášen za neplatný (árie Svatá církev příkoř snáší). To vyvolá novou konfrontaci mezi Poláky a Rusy, kterou přeruší až náhlý příchod Xenie, jež chce žádat Marinu o milost pro Šujského (Pomilovat, odpustit, vznešený je úkol tvůj!). Marina ji odkáže na cara, ve kterém Xenie poznává svého zachránce z carské hrobky. Ačkoli není schopna slova, Dimitrij Šujského omilostňuje. Zatímco Rusové carovi děkují (sbor Buď věčná tobě sláva), Poláci jsou zaraženi a Marině neuniklo pouto mezi jejím manželem a Xenií.

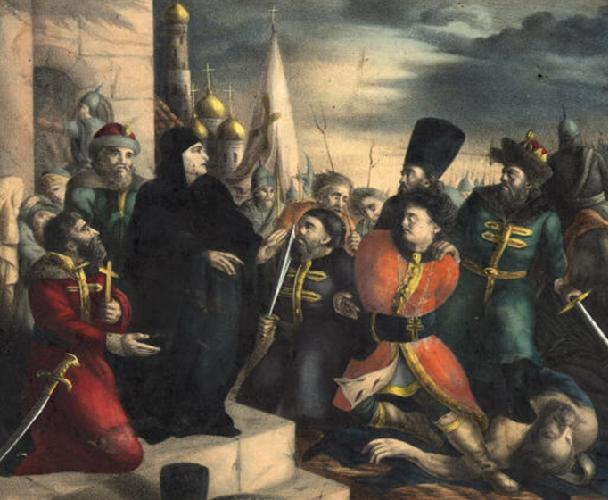
Carevna Marfa odmítá Lžidimitrije. Skica V. Babuškina

Když carský pár osamí, Marina Dimitrijovi vášnivě vyčítá milost pro Šujského. Když se ji manžel snaží odkázat do mezí vladařovy choti, žárlivá Marina mu prozradí pravdu o jeho původu: Je jen nevolník jménem Griška Otrepěv, kterého Marinin otec vychoval ve víře, že je ruským carevičem, aby jej pak využil ke svým cílům (árie Trůn otců tvých! Ty bloude zpozdilý!... Poslyš! K otci v noční době). Dimitrij je do hloubi duše otřesen (Hoj, Marino, ty lžeš, ni hlesu dál!), ale poznání, že byl dosud Marininou loutkou, jej jen utvrzuje v odhodlání dále vládnout podle vlastního přesvědčení. Marina vidí, že chybila, a snaží se získat Dimitrije zpět (árie Pro Bůh, co díš? Mnou hrůza prochvívá!), slibuje mu poslušnost i to, že se podle jeho přání stane Ruskou, Dimitrij ji však znechuceně odbývá a Marina hrozí pomstou.

### 4. dějství
(Nádvoří v domě Šujského) Xenie je přesvědčena, že ji Dimitrij oklamal (árie 'Mně zdálo se, že smrt bledá sáhla na mne pravicí). Přichází Dimitrij, Xenie ho zahrnuje výčitkami, on však ohoví o své lásce k ní (árie Hřešil jsem, já v lásky snění chvíli šťastným býti chtěl). Xenie je dojata a padá mu do náručí (duet Ó Dimitře/Xenie, má touho), ale štěstí trvá jen okamžik: mezi Xenií a Dimitrijem stojí stín vyvražděné Godunovovy rodiny. Car odchází a Xenie se rozhoduje odejít do kláštera (árie On odešel! Již oběť dokonána). Tu ji ale dostihnou najatí vrazi vyslaní Marinou.
Xeniinu mrtvolu nachází Šujskij, sbíhá se lid a vrací se i Dimitrij. Šujského muži přivádějí Marinu, která se k činu — k Dimitrijově zděšení — přiznává. Marina carovi vyčítá, že ji opustil, přijímá trest smrti, ale současně odhaluje Dimitrije jako podvodníka. Šujský se na něj hned vrhá, Dimitrij však má dosud u lidu oporu. Na naléhání Šujského je však znovu přivedena carevna Marfa (finále: Marfo! Marfo!) Ta opět potvrzuje, že je to její syn, když je však po ní žádána přísaha na kříž, viditelně váhá. Nakonec se odhodlá přisahat, Dimitrij ji však zadržuje: nechce trůn podvodem. Šujský jej na místě zastřelí. Patriarcha, Basmanov a lid litují dobrého cara.
| „                                       | Viděl jsem ji, Xenii jsem zřel, myslí tichým blahem opojenou zíral v čistou krásu anděla, slastí tajnou, nikdy netušenou celá bytost má se zachvěla! Ji jsem viděl, na svět zapomněl! | “ |
| — začátek árie Dimitrije z III. dějství | |   |

## Nahrávky
Byly vydány dvě nahrávky Dimitrije:
- 1946 (rekonstruováno 1995, vydáno 2004, Český rozhlas/Společnost Bena Blachuta SBB 002-04-02) Zpívají (Dimitrij) Beno Blachut, (Marfa) Marta Krásová, (Marina) Zdenka Hrnčířová, (Xenie) Marie Budíková, (Basmanov) Karel Kalaš, (Šujskij) Stanislav Muž, (Jov) Jaroslav Veverka, (Něborský) Vladimír Jedenáctík, (Bučinský/Lipský) Jan Soumar. Symfonický orchestr a Pěvecký sbor Československého rozhlasu v Praze řídí Karel Nedbal. Kovařovicova úprava z roku 1914.[5]
- 1989 (vydáno 1991, 2004, Supraphon SU 3793-2) Zpívají (Dimitrij) Leo Marian Vodička, (Marfa) Drahomíra Drobková, (Marina) Magdaléna Hajóssyová, (Xenie) Lívie Ághová, (Basmanov) Peter Mikuláš, (Šujskij) Ivan Kusnjer, (Jov) Luděk Vele, (Něborský) Zdeněk Harvánek, (Bučinský) Pavel Haderer. Českou filharmonii, Pražský filharmonický sbor a Pěvecký sbor Československého rozhlasu v Praze řídí Gerd Albrecht. Původní verze z roku 1881.

Živá nahrávka byla pořízena i z inscenace Státní opery Praha z roku 2004 (dirigent František Preissler), není však komerčně dostupná.
Existuje rovněž inscenace Dimitrije z roku 1981, kterou pro Československou televizi pořídil režisér Milan Macků. Účinkují (Dimitrij) Vilém Přibyl / Viktor Kočí, (Marina) Gabriela Beňačková / Marta Cihelníková, (Marfa) Eva Randová / Eva Zikmundová, (Xenie) Ludmila Dvořáková / Libuše Márová, (Šujskij) Václav Zítek, (Basmanov) Antonín Švorc, Jaroslav Horáček, Oldřich Spisar a Jindřich Jindrák. Symfonický orchestr Československého rozhlasu řídí Jan Štych. Opera je v tomto podání výrazně zkrácena. Ke zvukové stopě byla standardně použita předchozí nahrávka, zvláštností však je, že i přesto jsou všechny role obsazeny operními pěvci, byť jinými, než kteří nahrávku pořídili.